# Bördeaue
Bördeaue – gmina w Niemczech, w kraju związkowym Saksonia-Anhalt, w powiecie Salzland, w gminie związkowej Egelner Mulde. Powstała 1 stycznia 2010 w wyniku połączenia gmin Tarthun i Unseburg.